# José Napoleón Oropeza
José Napoleón Oropeza (Barinas, Venezuela, 13 de octubre de 1950 - Valencia, Venezuela, 17 de marzo de 2024) fue un novelista, cuentista, poeta, ensayista, gerente y promotor cultural venezolano.
Graduado en la Universidad de Carabobo en 1972, donde obtuvo el Título de Licenciado en Educación. Desde 1978 a 1981, cursó estudios en el King’s College de la Universidad de Londres, institución en la cual presentó su tesis de grado y obtuvo su título Mph/Phd.
En la actualidad de desempeña como profesor titular de la Cátedra de Teoría y Análisis Literario en la Maestría en Literatura Venezolana de la Universidad de Carabobo  y, ocasionalmente, dictó cursos de posgrado en la Universidad de los Andes. En 2015 fue elegido como Individuo de Número de la Academia Venezolana de la Lengua.

## Obras publicadas

### Narrativa
- Parte de la noche. Cuentos. Universidad del Zulia, 1972
- La muerte se mueve con la tierra encima. Cuentos. Monte Avila Editores, 1972
- Las redes de siempre. Novela. Monte Ávila Editores, 1976
- Ningún espacio para muerte próxima. Cuentos. Monte Ávila, 1979.
- Aldaba en vivo. (Antología de poetas y Quicios y Desquicios )(Antología de Narradores Carabobeños). Fundarte, 1978
- Las hojas más ásperas. Novela. Monte Ávila Editores, 1982
- El bosque de los elegidos. Novela. Fundarte, 1986
- Entre el oro y la carne. Novela. Editorial Planeta, 1990
- La guerra de los caracoles. Cuentos. 1991
- Testamento de un pájaro. Novela. 1992
- La carta que contenía arena. Cuentos. 2002
- Entre la cuna y el dinosaurio. Cuentos. 2005
- Las puertas ocultas. Novela. Bid&Co Editor. 2011

### Ensayo
- Los Perfiles de agua. Ensayo, Universidad de Carabobo, 1978
- Para fijar un rostro. (Ensayo sobre la novela venezolana contemporánea). Vadell Hermanos Editores, 1984
- El habla secreta. Ensayo. 2002

## Experiencia ateneísta
- Ingresó al Ateneo de Valencia como Miembro Regular en 1967
- Miembro de la Comisión de Literatura durante los Períodos 1967-1969-1971-1973, 1984-1986-1990
- Vice-Presidente del Ateneo de Valencia, desde 1982 hasta 1984
- Secretario General del Ateneo de Valencia, desde 1984 hasta 1991
- Miembro Directivo de la Federación de Ateneos de Venezuela, desde 1991-1994
- Presidente del Ateneo de Valencia 1991-2007.

## Premios
- Premio de Poesía Alberto Arvelo Torrealba. 1970.
- Premio Único de Cuentos de la Universidad del Zulia. 1971 y 1972
- Premio Único de Cuentos del Diario El Nacional. 1971.[4]
- Premio de Prosa de la Universidad de Carabobo. 1971
- Premio de Novela Guillermo Meneses. 1975.[4]
- Premio Municipal de Prosa Manuel Díaz Rodríguez. 1983.[4]
- Premio CONAC Narrativa. 1987
- Premio Cuarenta años de la Universidad de Carabobo. 1999
- Premio Bienal de Literatura “Orlando Araujo”. 2001
- Premio Único de Cuentos del Diario El Nacional. 2002.[4]
- Premio de la Crítica a la Novela. 2011.[5]

## Condecoraciones
- Botón de la Ciudad, Concejo Municipal del Distrito Valencia. 1990
- Orden Miguel José Sanz en Primera Clase. Universidad de Carabobo. 1992
- Botón de la Contraloría del Estado Carabobo. 1992
- Sol de Carabobo Gran Oficial. Gobierno del Estado Carabobo. 1992
- Orden Ciudad de Valencia. Gran Cordón Alcaldía de Valencia. 1994
- Brigada Blindada de Carabobo. 1993
- Personaje del Año. Diario El Carabobeño. 1991
- Personalidad Cultural del año. Diario El Carabobeño. 1996